# Positionen von Religionsgemeinschaften zum russischen Überfall auf die Ukraine 2022
Dieser Artikel gibt die Positionen einiger Religionsgemeinschaften, insbesondere der Ukraine, zum russischen Überfall auf die Ukraine 2022 wieder.

## Kongress in Kasachstan
Frieden, Dialog zwischen den Religionen und Einigkeit in der Welt standen im Mittelpunkt des 7. Kongresses der Führer der Weltreligionen und der traditionellen Religionen, der vom 13. bis 15. September 2022 in Nur-Sultan in Kasachstan stattfand. Der Kongress endete mit der Aufforderung an alle Staats- und Regierungschefs, jede aggressive und destruktive Rhetorik, die zur Destabilisierung der Welt führt, aufzugeben und Konflikte und Blutvergießen in allen Teilen der Welt schnellstmöglich zu beenden. In ihrer gemeinsamen Schlusserklärung betonen die Religionsführer: “We believe that extremism, radicalism, terrorism and all other forms of violence and wars, whatever their motivations and goals, have nothing to do with authentic religion and must be rejected in the strongest possible terms.”

## Römisch-katholische Kirche
Papst Franziskus, Oberhaupt der römisch-katholischen Kirche, besuchte die russische Botschaft in Rom, um persönlich seine Besorgnis über die Lage in der Ukraine zum Ausdruck zu bringen, was laut Dietman Winkler für den Botschafter „fast beschämend war“. Anfang April kritisierte der Papst implizit Präsident Putin für die Invasion in der Ukraine. „Wir waren im Glauben, dass Invasionen anderer Länder, Straßenkämpfe und atomare Drohungen düstere Erinnerungen an eine ferne Vergangenheit seien.“ Der Papst nahm als Oberhaupt der katholischen Kirche am 7. Kongress der Führer der Weltreligionen und der traditionellen Religionen in Kasachstan teil und unterstützte dessen Abschlusserklärung. Auch beim interreligiösen Friedenstreffen von Sant’Egidio, das vom 23. bis 25. Oktober 2022 in Rom stattfand und an dem der Papst ebenfalls als Gast teilnahm, hob Papst Franziskus mit Blick auf die Ukraine die Bedeutung des Friedens hervor, der in vielen Teilen der Welt durch Hass und Gewalt bedroht ist. Papst Franziskus mahnte in seiner Osterbotschaft zum Segen „Urbi et Orbi“ 2023 erneut eindringlich zum Frieden: Hilf dem geliebten ukrainischen Volk auf dem Weg zum Frieden, und ergieße dein österliches Licht über das russische Volk. Tröste die Verwundeten und diejenigen, die durch den Krieg geliebte Angehörige verloren haben, und lass die Gefangenen sicher zu ihren Familien zurückkehren. Öffne die Herzen der gesamten internationalen Gemeinschaft, damit sie sich für die Beendigung dieses Krieges und aller Konflikte einsetzt, welche die Welt mit Blut beflecken.

## Ukrainische Griechisch-katholische Kirche
Swjatoslaw Schewtschuk, Großerzbischof von Kiew-Halytsch und Oberhaupt der mit der römisch-katholischen Kirche unierten Ukrainischen Griechisch-katholischen Kirche, erklärte am 22. Februar 2022, einen Tag nachdem Putin die „Volksrepubliken“ Donezk und Lugansk anerkannt hatte, dieser Schritt habe „grundlegende Prinzipien für einen langfristigen Prozess der Wiederherstellung des Friedens in der Ukraine zerstört, den Weg für eine neue Welle der militärischen Aggression gegen unseren Staat bereitet und die Türen für eine großangelegte Militäroperation gegen das ukrainische Volk geöffnet. […] Die Verteidigung unseres Vaterlandes ist unser natürliches Recht und unsere Bürgerpflicht. […] Jetzt ist die Zeit gekommen, unsere Anstrengungen zu vereinen, um die Unabhängigkeit, die territoriale Integrität und die Souveränität des ukrainischen Staates zu verteidigen.“

## Russisch-orthodoxe Kirche
Der Patriarch Kyrill der russisch-orthodoxen Kirche (ROK) – während der Sowjetzeit aktiver KGB-Offizier in der Kirche – äußerte am 23. Februar, einen Tag vor dem Überfall, dass er im Kriegsdienst eine Bekundung von „Nächstenliebe nach dem Evangelium“ erblicke und ein Beispiel der Treue zu den hohen sittlichen Idealen des Wahren und Guten. Er wünschte dem Präsidenten Seelenfrieden und Gottes Hilfe bei seinem „hohen Dienst am russischen Volk“. Einen Tag später (nach dem Beginn des Überfalls) sagte Kyrill in einer Ansprache, er habe „tiefes Mitgefühl“ mit all jenen, die vom Unglück getroffen wurden. Laut Informationen der Nowaja gaseta wusste Kyrill bei seiner Äußerung vom 23. Februar vermutlich schon vom geplanten Überfall. Am Sonntag, dem 6. März, rechtfertigte Kyrill in seiner Predigt die Invasion damit, dass dadurch die gläubigen Ukrainer vor Gay-Pride-Paraden geschützt werden sollten, die ein „Verstoß gegen die Gesetze Gottes“ seien.
In einem Telefonat mit Papst Franziskus rechtfertigte Kyrill in einem 20-minütigen, vorgelesenen Monolog nochmals den Krieg und sprach beispielsweise über Flugzeiten von Raketen. Nachdem der Papst diese Episode in einem Interview erwähnt hatte, war die ROK erbost, bestätigte damit aber „auf brillanteste Weise“ selbst den Sachverhalt, so ein Kommentar auf fontanka.ru. Dieser führte weiter aus, dass die ROK (in der Ukraine) nur dort überleben würde, wohin russische Panzer sie trügen. Papst Franziskus seinerseits hatte gesagt „Ich habe ihm zugehört und dann gesagt: ‚Ich verstehe das alles nicht. Bruder, wir sind keine Beamten, wir sollen nicht die Sprache der Politik sprechen, sondern die Sprache Jesu.‘“ Darauf folgte eine Bemerkung in dem Sinne, er sei doch nicht Putins Ministrant.
Russisch-Orthodoxe Altritualistische Kirche
Die Russisch-Orthodoxe Altritualistische Kirche unterstützte die Invasion voll und ganz.

## Ukrainisch-Orthodoxe Kirche (Moskauer Patriarchats)
Der Metropolit von Kiew und der Ukraine, Onufrij, forderte, den Bruderkrieg zwischen dem ukrainischen und dem russischen Volk unverzüglich zu beenden. Der Krieg zwischen beiden wiederhole die Sünde von Kain, der aus Neid seinen eigenen Bruder umbrachte. Dieser Krieg sei weder vor Gott noch vor den Menschen zu rechtfertigen. Seine Kirche verteidige die Souveränität und territoriale Unversehrtheit der Ukraine. Damit stellte er sich gegen die Position des Moskauer Patriarchats, dem er bis Mai 2022 kirchenrechtlich unterstellt war.

## Orthodoxe Kirche der Ukraine
Die Orthodoxe Kirche der Ukraine verurteilte die „unprovozierte russische Aggression“ und stellte Kirchenräume für Schutzbedürftige zur Verfügung. Metropolit Epiphanius erinnerte im Speziellen auch die Russisch-Orthodoxe Kirche daran, dass die Ukraine das Rote Kreuz um Hilfe gebeten hatte bei der Überführung der Leichen russischer Soldaten zu ihren Familien, Russland jedoch keine Antwort gegeben habe.

## Deutsche Evangelisch-Lutherische Kirche in der Ukraine
Die Deutsche Evangelisch-Lutherische Kirche in der Ukraine bittet ihre Gemeindemitglieder, „[…] nicht [nur] für den Frieden zu beten, sondern für den gerechten Frieden, der als Ziel nicht nur die Vertreibung des Aggressors aus unsrem Land hat, sondern auch die gerechte Strafe für sein Verbrechen. Solange es aber nicht der Fall ist, fordern wir alle zum militärischen Dienst fähigen Menschen auf, sich an der Verteidigung unseres Landes zu beteiligen und alle anderen Ihnen und Menschen in Not zu helfen.“

## Geistliche Verwaltung der Muslime der Ukraine „Umma“
Der Mufti der Geistlichen Verwaltung der Muslime der Ukraine „Umma“ (DUMU „Umma“), Scheich Said Ismagilov, appellierte in einer Fatwa an die ukrainischen Muslime, den bewaffneten Kampf gegen den russischen Angriff zu unterstützen.